# Callista fitzgeraldii
Callista fitzgeraldii là một loài thực vật có hoa trong họ Lan. Loài này được (F. Muell.) Kuntze mô tả khoa học đầu tiên năm 1891.